# ケロロとギロロの地球侵略ラヂオ
『ケロロとギロロの地球侵略ラヂオ』（ケロロとギロロののペコポンしんりゃくラヂオ）は、2006年4月から2008年12月まで、毎週土曜日にラジオ大阪の『1314 V-STATION』枠内で放送されたアニラジの1つで、角川書店の単独提供番組である。

## 概要
パーソナリティは、ケロロ軍曹役の渡辺久美子とギロロ伍長役の中田譲治。ペコポン侵略会議を行っている設定のアバンタイトルから、番組は始まる。アニメに関するトークを始め、リスナー投稿型のさまざまなコーナーで構成されている。
アニメが全国各地で放送されているにもかかわらず、この番組はラジオ大阪の1局のみで放送されており、アニラジの番組数が特に多い文化放送や東海ラジオなどほかの放送局では放送されていない（AMラジオは、電波の性質上深夜帯には放送対象地域以外でも受信できることが多いため、アニラジでは制作局などの1局でしか放送されない場合が多い）。また、アニラジに多い深夜帯での放送であることから、ラジオ大阪を受信できる地域であっても時間が遅くて聴取できないという場合もありうる。
こういった問題をカバーするために、2006年6月からはバンダイビジュアルのインターネットラジオサイト「BEAT☆Net Radio!」でも配信された（ただし、2008年10月21日に配信された第130回で打ち切られている。この回は、ラジオ大阪で9月27日に放送された回である）。
『1314 V-STATION』の中でも長寿番組の部類に入る番組だが、放送開始から約2年9か月経過した2008年12月27日で番組の終了が発表されている。
元来は24:00 - 24:30に放送されていたが、2007年4月からは『CELL DIVISION Keep on doing』と放送枠を入れ替え、24:30 - 25:00に放送されている。
「ケロケロエース」Vol.3（2008年1月26日発売）には、本番組の「ラヂオCD」が付録となった。

## 主なコーナー
ふつおた
普通のお便りを数通紹介する。
ギロロバー
マスター、J・ナカタと久美子ママ（くーみん）が、リスナーからのどうでもいい悩みにお答えするコーナー。バーのオーナー・ギロロ伍長（真っ赤なアイツ）が格言を言って締めくくる。各キャラクターとかけ離れたアダルトな声と静かなBGMでムードを作るが、ついつい2人とも吹き出してしまって爆笑コーナーと化している。キャラホビなどの公開録音でも行われ、本ラジオの中では屈指の人気を誇るコーナーでもある。
ペコポン教育ラヂオ あれってなあに？
学校の授業で分からなかったことを全国のよい子から募集、くみこおねえさんとお猿のジョーキチくんがそれに答えるコーナー。
こんな武者ケロは嫌であります!
タイトル通り、「あったら嫌な武者ケロ」を募集し、紹介するコーナー。
怒りをぶつけるであります!
リスナーが普段感じているいろいろな怒りをぶつけるコーナー。渡辺がケロロ声で読むと、怒りの雰囲気がよく出ていると中田が喜ぶ。
親愛なるペコポン人へ綴るレター
リスナーから普段は照れくさくて伝えることが出来ない事を書いた手紙を渡辺と中田がリスナーの代わりに心をこめて読むコーナー。
これがないと生きていけないであります!
リスナーの「コレが無いと生きていけない」ものを紹介するコーナー。
共鳴であります!
リスナーから送られてきた「○○といえば？」というお題に対してパーソナリティの二人が同時に答え、その答えが一致したら成功、しなければ失敗というコーナー。しかしあまりに答えが合わないため、互いのアイデンティティーを見せあうコーナーへと変化。
地球（ペコポン）人の弱点を知れ
他人には理解されにくい、自分だけがわけもなく怖いものを紹介するコーナー。
ギロロ塾
中田ジョ〜ジが塾長、ク〜やん（ペコリなキャラ）が筆頭塾生。自分がいかに器の小さい人間であるかを書いて送り、塾長が入塾の合否を判断する。
大決戦であります!
ケロロのキャラクターとなにかを対決させて、どちらが勝つかを理由もあわせてお答えするコーナー。
このほか、アニメの主題歌やキャラクターソング、ゲストの曲を毎週1曲放送する。

## ゲスト
放送日はラジオ大阪のものを掲載している。
- 第5・6回（2006年5月6日・13日）
  - 小桜エツ子（タママ役）
- 第21回（8月26日）
  - 草尾毅（ドロロ役）公開放送の録音部分に出演。
- 第32・33回（11月11日・18日放送）
  - 斎藤千和（日向夏美役）
- 第36・38回（12月9日・23日放送）
  - 川上とも子（日向冬樹役）
- 第43・44回（2007年1月28日・2月3日放送）
  - 平松晶子（日向秋役）
- 第47・48回（2月24日・3月3日放送）
  - 緒方賢一（ケロロの父役）
- 第73・74回（8月25日・9月1日放送）
  - 小桜エツ子、斎藤千和、池田秀一（西澤梅雄役）
- 第87回 （12月1日放送）
  - FROGMAN（蛙男商会の社長）
- 第121回（2008年7月26日放送）
  - 清浦夏実（第13代エンディングテーマ曲担当アーティスト）
- 第133回（10月18日放送）
  - 池澤春菜（西澤桃華役）

## 番組の主題歌
オープニング
- 第1回 - 第51回
  - 晴れる道 〜宇宙人（オメェら）に合わせる顔がねぇ!〜 (JK)
- 第52回 - 第104回
  - 帰ってきたケロッ!とマーチ（財津一郎&小倉優子）
- 第105回 - 第143回
  - ケロッ!とマーチ2008（土田晃之&柳原可奈子）

エンディング
- 第1回 - 第62回
  - 勝利の花びら（チナッチャブル）
- 第63回 - 第104回
  - くるっと・まわって・いっかいてん（キグルミ）
- 第105回 - 第143回
  - ありえないくらい奇跡（つじあやのとBEAT CRUSADERS）

## 公開録音
- 2006年8月20日
  - 幕張メッセ「キャラホビ2006」会場内の特設ブースで行われ、ゲストとしてドロロ兵長役の草尾毅を招いた。
- 2007年8月19日
  - 幕張メッセ「キャラホビ2007」会場内の特設ブースで行われ、ゲストとしてタママ役の小桜エツ子と日向夏美役の斎藤千和を招いた。また、飛び入りで西澤梅雄役の池田秀一が一瞬だけ参加した（公開録音開始30分前に出演が決まった。しかし、池田の声は放送されなかった）。